# Renda variable
Els instruments de renda variable són especialment aquells que són part d'un cabal, com les accions de les companyies anònimes.
La denominació «variable» es relaciona amb la variació que pot haver en les sumes percebudes per concepte de dividends. En tant, els dividends poden ser en efectiu o en accions.
En general, els instruments de renda variable reporten als seus tenidors guanys o rendiment en el llarg termini, en canvi d'un major risc.
Les accions són representatives del capital d'una empresa. Per tant, els accionistes són copropietaris i, per tant, solidaris amb la responsabilitat de la companyia, exercint el seu paper en les assemblees generals ordinàries i extraordinàries, que trien a les autoritats i decideixen sobre els canvis i expansió d'activitats que els proposa la junta directiva.
En el mercat borsari, els accionistes poden resultar beneficiats o perjudicats. D'aquesta manera, si una empresa és conduïda amb eficiència i açò és estimat pel mercat, els accionistes rebran majors dividends i l'o els títols que emeta aqueixa societat tendiran a augmentar de preu. Si, en canvi, l'acompliment és erroni, disminuiran els dividends i la cotització de l'acció d'aqueixa signatura en la Borsa.
A l'Estat els mercats operen en euros des del 4 de gener de 1999.